# الاتصالات في لبنان
للبنان رمز الإتصال الدولي +961 والنطاق ".lb" بين أسماء النطاقات العليا في نطاقات الإنترنت. وتتحكم «أوجيرو»، اليد التنفيذية لوزارة الاتصالات مشكلة البنية التحتية الأساسية لجميع شبكات الاتصالات بما في ذلك مشغلي شبكات الهاتف المحمول موبايل، ومقدمي خدمات البيانات (DSP)، ومقدمي خدمات الإنترنت (ISP) وغيرها. تُعد الاتصالات في لبنان المصدر الثاني لدخل الدولة وتعد الاتصالات في لبنان الأغلى في العالم. انيط بالهيئة المنظمة للاتصالات تحرير وتنظيم وتطوير قطاع الاتصالات في لبنان.

## شبكات الهاتف
هناك 1,150,000 من الخطوط الأرضية حيث ان نسبة الطلب على الهاتف الثابت يساوي تقريبا (20.5%) والبقية هي لمصلحة الهواتف المحمولة بعدد 2,916,000 من المستخدمين في لبنان. نظام الهاتف تضرر بشدة خلال الحرب الأهلية ولكن تم إعادة بنائه بالكامل وتجديده. الأنظمة التي توفر البنية التحتية للشبكة الهاتفية (محليا): محطات التقوية الإذاعية الميكروويف والكابلات. (دوليا): محطتين ارضيتن- فضائيتين مرتبطين  بانتلسات، محطات التقوية الإذاعية الميكروويف مرتبطة بسوريا وثلاثة كابلات ألياف ضوئية دولية تحت البحر: كابل I-ME-WE (الهند-الشرق الأوسط-أوروبا الغربية)، كادموس (إلى قبرص)، بيريتار (إلى سوريا).

## البث الإذاعي والتلفزيوني المجاني
لبنان يمتلك محطة واحدة عاملة على موجات AM، بالإضافة إلى 32 محطة على موجة FM. في عام 2005 كانت هناك 28  محطة مملوكة للقطاع الخاص على راديو FM. واحدة من محطات FM تتحول بين العربية، الفرنسية، الإنجليزية، الأرمينية، ومحطة AM التي تبث فقط في اللغة العربية، مملوكة لإذاعة لبنان المملوكة من الدولة تحت وصاية وزارة الإعلام. إذاعة لبنان أيضا تنقل من راديو فرنسا الدولي في الساعة 13:00 (UTC) يوميا. من بين الإذاعات الخاصة: ميكس إف إم، راديو باكس، اللبنانية للإرسال (LBCI)، شبكة الإذاعة الوطنية، راديو وان وصوت الغد. هناك 2.85 مليون راديو في لبنان. في عام 1998 معدل انتشار الراديو في لبنان هو 906 جهاز لكل 1000 نسمة.
هناك 28 محطة بث تلفزيوني في لبنان، تطبيق القانون السمعي البصري تسبب في إغلاق عدد من محطات التلفزيون. بال هو نظام البث التلفزيوني المستخدم في لبنان. بخلاف المملوكة للدولة (تلفزيون لبنان)، معظم القنوات هي مملوكة للقطاع الخاص وتكسب إيراداتها من الإعلانات. بعض من أهم شبكات التلفزيون هي المؤسسة اللبنانية للإرسال (LBC)، تلفزيون المر (MTv)، الجديد (NTv)، تلفزيون المستقبل، أو تي في (OTv) ، المنار، NBN، تيلي لوميار، TL (المملوكة للدولة). هناك 1.18 مليون تلفزيون في لبنان.

## الإذاعة والتلفزيون المدفوعة
هناك خمس شركات (قنوات الكابل) في لبنان: كابل فيجين، إيكونيت، ستي تيفي، ديجيتيك والكابلات المتحدة لبنان.

## خدمات الإنترنت
تطور ونمو البنية التحتية للإنترنت هي بطيئة في لبنان بسبب الفساد والادعاءات بوجود احتكار في القطاع.
خدمات الإنترنت تدار في لبنان من قبل وزارة الاتصالات. لبنان يوفر ثلاثة أنواع من الخدمات: خدمات الطلب الهاتفي، خدمة الإنترنت اللاسلكية و خط اشتراك رقمي غير متماثل. لبنان في المرتبة 34 لخدمات الهاتف المحمول أما لخدمات الكابل فهو في المرتبة 127 عالميا (في 02 نيسان / أبريل 2018).

### 32k طلب هاتفي
الطلب الهاتفي خدمات تكلف حوالي 7 دولار في الشهر ولكن على المستخدمين دفع ثمن تكلفة الاتصالات الهاتفية.

### خدمات ADSL
ADSL عرضت للمرة الأولى في نيسان / أبريل 2007، اعتبارا من تموز / يوليه 2011 كان هناك 1,284,361 مشترك. شبكة ADSL تخضع إلى تحسينات في جميع أنحاء البلاد. وبعد إضافة كابل IMEWE تحت الماء خلال فصل الصيف من عام 2011 فقد زادت بشكل كبير سعة النطاق الترددي الدولي للبنان، مما يسمح بزيادة السرعة وتغطية أكبر للبيانات. أسعار ADSL تختلف قليلا اعتمادا على DSP ولكن عادة تكلفة تبدأ من $16/الشهر (4 ميغابت/ثانية) 65 دولار/الشهر (السرعة مفتوحة) على خدمات البيانات غير محدود.
وزارة الاتصالات وقعت  عقد 18 شهرا مع شركة (Consolidated Engineering & Trading) والشركة الفرنسية الأمريكية (الكاتيل-لوسنت) لنصب شبكة الألياف البصرية. وكان من المتوقع أنه بحلول نهاية عام 2011 سيكون في جميع المناطق اللبنانية إنترنت ذو سرعة تتراوح بين 10-15 ميغابت/ثانية تحميل، 20 ميغابت/ثانية وأكثر سوف تكون متاحة بعد عام، مما يسمح لبنان أخيرا اللحاق ببقية العالم.
أطلقت وزارة الاتصالات في عام 2018 مبادرة الالياف البصرية إلى كل الأراضي اللبنانية، كمشروع طويل الامد يتيح للبنانيين الولوج إلى الانترنيت بسرعة تصل إلى 50 ميغابت/ثانية.

### الإنترنت ذات النطاق العريض
خدمات الإنترنت اللاسلكي تم تقديمها لأول مرة في عام 2005  لتخفيف من عدم وجود البنية التحتية  لADSL في ذلك الوقت. رسوم مزودي خدمات الإنترنت تمحورت حول 45 دولار في الشهر. الإنترنت اللاسلكي المحمول: يمكن للمستخدمين الاتصال من أي مكان قريب من خلال جهاز استقبال (توصيلها إلى العميل عن طريق USB أو إيثرنت) وأنه يوفر تحميل معدلات بين 2  و 9 ميغابت/ثانية اعتمادا على اختيار الخطة. التغطية تضعف في المناطق المكتظة أو المواقع النائية.

### الألياف البصرية المنزلية (FTTH)/الألياف البصرية للأعمال (FTTB)
الألياف إلى المنزل/الألياف للأعمال يجري نشرها في نهج تدريجي في لبنان تحت إدارة وزارة البريد والاتصالات www.mpt.gov.lb وأوجيرو (مالك ومشغل الشبكة الثابتة)www.ogero.gov.lb بهدف الوصول إلى مجموعة كاملة من الخدمات (FTTH, IPTV, فيديو كونفرنس) بحلول عام 2020 بالنسبة لغالبية اللبنانيين.
عدد مستخدمي الإنترنت في لبنان يشهد نموا سريعا بعد ان قامت وزارة الاتصالات وأوجيرو بتقديم باقات DSL و3G و4G.

مجموعة من 4700 كم من شبكة الألياف البصرية يتم نشرها عبر لبنان تربط باكثر من 300 سنترال ثابت،  تسمح للمشتركين الوصول إلى سرعة الاتصال من 4 ميغابت/ثانية وأكثر في المنزل.
إلا ان الخبراء يدعون أن لبنان لا يستخدم الطاقة الكاملة التي يقدمها الكابل حيث يستخدم جزء صغير منه في لبنان وبالتالي لا يقدم للمنازل الخدمات الجيدة.

### رؤية الاتصالات الرقمية لبنان 2020 - الألياف البصرية (& 4G LTE) بحلول عام 2020
في 1 يوليو 2016 أعلن عن الخطة الخمسية في لبنان لتجديد البنية التحتية للاتصالات وتوفير الإنترنت للمستخدمين في جميع أنحاء البلاد بواسطة الألياف البصرية بحلول عام 2020.

### شبكات FTTx في لبنان
سوليدير شركة لبنانية تأسست لتطوير وإعادة إعمار وسط بيروت، وقد نشرت شبكة النطاق العريض بشراكة مع أورنج في آذار / مارس 2007. الشركة تعمل على الشبكة IP باستخدام الألياف البصرية العمود الفقري مع ثنائي اتصال لكل مبنى في وسط المدينة. في إطار شبكة الاتصالات الموحدة، سوليدير توفر خدمات البث التلفزيوني عبر الإنترنت لجميع سكانها، تشغيلها ومراقبتها من الشبكة الرئيسية في مركز العمليات.

منطقة بيروت الرقمية (BDD) أطلق في أيلول / سبتمبر 2012 كمشروع حكومي مساعد لمرافق بنى تحتية للحزمة العريضة للانترنيت والهاتف. منطقة بيروت الرقمية (BDD) سوف تمثل كمركز محلي متحضر يركز على الشركات الإبداعية والمواهب. يهدف المشروع إلى أن تصبح تلك المنطقة، منطقة شاملة مكرسة لتحسين الصناعة الرقمية في لبنان من خلال توفير بنية تحتية متطورة وخدمات دعم متفوقة للشركات والبيئة الصحية الصادقة للقوى العاملة الشابة والديناميكية. وذلك بأسعار تنافسية وبأسعار معقولة.
3.9 G & 4G LTE خدمات البيانات
ألفا وأم تي سي تاتش لديهما خدمات البيانات لحزم 3.9G و 4G LTE في العديد من المناطق في لبنان وذلك منذ مايو 2013.
كجزء من خطة رؤية الاتصالات الرقمية  لبنان 2020 من المتوقع ان تكون التغطية خدمات البيانات 4G LTE شاملة كل الأراضي اللبنانية بحلول العام 2018.
مزودي خدمات الإنترنت:
هناك 17 رخصة لمزودي خدمة الإنترنت، و 9 رخص لمزودي خدمات البيانات العاملة في لبنان:
- برودباند بلس
- ComNet
- Cyberia
- البيانات استشارة (مزود الخدمات المدارة)
- فرح صافي
- Fiberlink الشبكات
- IDM
- Keblon
- لبنان على الإنترنت
- Masco المجموعة
- Mobi
- Moscanet (الحكمة)
- أونيه زائد
- برو الخدمات
- Sodetel
- سوليدير
- Terranet
- Transmog (Cyberia)
- ثلاثي شبكة الاستشاريين
- الظاهري ISP (فيسب)

مزودي خدمات البيانات:
كابل وان، Cedarcom, جلوبال كوم داتا سيرفيس، بيسكو، سوديتيل، سوليدير، LCNC، تريسات، وايفز.
في عام 2009 كان هناك 2,000,000 مستخدم للإنترنت (48 ٪ من السكان).
في منتصف عام 2011 كان هناك  2,500,820 مستخدم، 59% معدل انتشار 
31 كانون الأول / ديسمبر 2011 كان هناك 3,367,220 مستخدم (87% معدل انتشار).
30 حزيران / يونيه 2012 كان هناك 3,722,950 مستخدم (92% معدل انتشار).

### المرسوم النطاق العريض
اقر مجلس الوزراء مرسوما في 23 آب / أغسطس 2011، لزيادة سرعات اتصال بالإنترنت كحد ادنى من السرعة إلى 2 ميغابت/ثانية بالإضافة إلى خفض الأسعار.

## الاحتجاجات اللبنانية 2019
في أكتوبر 2019، تحدثت الحكومة اللبنانية عن استحداث ضريبة على استخدام تطبيقات المكالمات الهاتفية عبر الإنترنت مثل واتساب، بحجة توفير إيرادات جديدة لخزينة الدولة في ظل أزمة اقتصادية خانقة، كانت تلك بداية تحرك واسع في الشارع يطالب بإسقاط السلطة الحاكمة في لبنان، مضيفا إلى مجموعة من المطالب الشعبية على مدى السنوات.

## وصلات خارجية
- Internet Access Providers in Lebanon على مشروع الدليل المفتوح
- الهيئة